# Mallasandra Amanikere, Tumkur
Mallasandra Amanikere là một làng thuộc tehsil Tumkur, huyện Tumkur, bang Karnataka, Ấn Độ.